# Virgin Australia
Zasugerowano, aby zintegrować ten artykuł z artykułem Virgin Blue (dyskusja). Nie opisano powodu propozycji integracji.
Virgin Australia Airlines (wcześniej Virgin Blue Airlines) – jest drugą co do wielkości linią lotniczą w Australii. Ma największą flotę samolotów spośród wszystkich linii posługujących się marką Virgin. Firma została założona przez brytyjskiego przedsiębiorcę Richarda Bransona w 2000 roku. Początkowo jej flotę stanowiły zaledwie dwa samoloty, latające na tej samej trasie. Jednak niespodziewanie szybko linie stały się drugim operatorem Australii po tym, jak we wrześniu 2001 przestały funkcjonować linie Ansett Australia.
Po kilku latach funkcjonowania jako linie niskokosztowe, Virgin Australia Airlines znacząco podniosły standard swoich usług. Model biznesowy zakłada ofertę bez wygód, ale mimo wszystko zbliżoną do tradycyjnych przewoźników – wszystko w celu konkurowania z liniami Qantas. W 2011 roku firma poszła o krok dalej zmieniając uniformy załogi, jedzenie na pokładzie i zakupując nowy szerokokadłubowy samolot obsługujący loty pomiędzy Perth i Sydney. Oprócz tego wprowadzona została klasa biznesowa, nowe kolory, a nazwa została ostatecznie zmieniona na Virgin Australia. W roku 2020 linia ogłosiła upadłość, wskutek braku możliwości wykonywania połączeń w związku z obostrzeniami wywołanymi pandemią COVID-19.

## Flota
Tabela przedstawia flotę linii Virgin Australia (stan na styczeń 2013)
| Typ              | Ilość | Zamówionych | Liczba pasażerów | Uwagi |
| ---------------- | ----- | ----------- | ---------------- | ----- |
| Airbus A330-200  | 6     |             | 279              | —     |
| Boeing 737-700   | 2     | —           | 128              |       |
| Boeing 737-800   | 73    | —           | 176              |       |
| Boeing 777-300ER | 5     | —           | 361              |       |
| Embraer 190      | 16    | —           | 98               |       |
| Razem:           | 102   | —           |                  |       |